# Géza Pálfi
Géza Pálfi (n. 14 aprilie 1941, Satu Mare, Harghita, România – d. 12 martie 1984, Târgu Mureș, România) a fost un preot romano-catolic secui din Transilvania, deținut politic, victimă a regimului Nicolae Ceaușescu.
A fost hirotonit preot în data de 5 aprilie 1964 de către episcopul Áron Márton în Catedrala Sfântul Mihail din Alba Iulia.
În ziua de Crăciun a anului 1983, care a fost o zi de duminică, și-a terminat predica la Odorheiu Secuiesc cu întrebarea dacă va veni vreodată timpul în care ziua Crăciunului să fie nelucrătoare, cu referire la faptul că în România comunistă ziua de Crăciun era zi obișnuită de lucru. A fost reținut și anchetat de Securitate. A decedat în urma bătăilor brutale primite în timpul anchetei. Cazul său a făcut obiectul unui raport întocmit de Amnesty International cu privire la încălcările libertății de exprimare în România lui Nicolae Ceaușescu.
„Amnesty International cite le cas d'un prêtre, Géza Pálfi, professeur de théologie, qui a été arrête à Odorheiu le soir de Noël, pour avoir critiqué en chaire le fait que la journée du 25 décembre n'était pas chômée en Roumanie. Sauvagement battu par la police secrète il devait décéder peu après à l'hôpital.”
În cadrul slujbei duminicale din data de 24 noiembrie 1985 papa Ioan Paul al II-lea l-a evocat pe preotul Géza Pálfi alături de alți preoți care „au fost nimiciți de brutalitatea orânduirii comuniste” și care au devenit în acest fel martirii națiunilor.